# Dasylobus corsicus
Dasylobus corsicus is een hooiwagen uit de familie echte hooiwagens (Phalangiidae).